# 肾杆菌属
肾杆菌属为微球菌科的一个属。该属的模式种为沙门氏肾杆菌（Renibacterium salmoninarum）。

## 下属物种
- 沙门氏肾杆菌 Renibacterium salmoninarum Sanders and Fryer 1980，也称鲑鱼肾菌